# Ligue européenne de rink hockey 2013-2014
Navigation
Ligue européenne 2012-2013 Ligue européenne 2014-2015
La Ligue européenne de rink hockey 2013-2014 aussi appelée Euroleague est la 49e édition de la plus importante compétition européenne de rink hockey entre équipes de club, et la 7e sous la dénomination Ligue européenne. La compétition s'est déroulée du 9 novembre 2013 au 4 mai 2014. Les quatre meilleures équipes (deux espagnoles et deux portugaises) se sont affrontées le week-end du 3 et 4 mai 2014 au Palau Blaugrana, à Barcelone, en Espagne. Le FC Barcelone a remporté son 20e titre à domicile devant 4756 spectateurs.

## Participants
Les 16 participants à la compétition doivent être affiliés à l'une des fédérations suivantes : Allemagne, Espagne, France, Italie, Portugal ou Suisse. Le champion en titre ainsi que les champions nationaux sont automatiquement qualifiés. Les 9 équipes sont sélectionnées dans les 6 fédérations selon un système de "quota-parts" attribué à chaque fédération et calculé en fonction des résultats des clubs affiliés aux compétitions européennes (Ligue européenne+Coupe CERS) durant les 4 dernières années.

## Phase de poule

### Groupe A
Le groupe A est composé des équipes de AD Valongo, SCRA Saint-Omer, HC Liceo et Amatori Lodi. Liceo remporte ce groupe devant le club de Valongo.
| Rang | Équipe          | Pts | J | G | N | P | Bp | Bc | Diff |  | Résultats (dom.\ext.) |     |     |      |     |
| ---- | --------------- | --- | - | - | - | - | -- | -- | ---- |  | --------------------- | --- | --- | ---- | --- |
| 1    | HC Liceo        | 14  | 6 | 4 | 2 | 0 | 39 | 18 | +21  |  | HC Liceo              |     | 8-3 | 13-7 | 6-2 |
| 2    | AD Valongo      | 13  | 6 | 4 | 1 | 1 | 28 | 16 | +12  |  | AD Valongo            | 2-2 |     | 8-0  | 7-3 |
| 3    | SCRA Saint-Omer | 4   | 6 | 1 | 2 | 3 | 21 | 36 | -15  |  | SCRA Saint-Omer       | 2-2 | 2-4 |      | 5-4 |
| 4    | Amatori Lodi    | 1   | 6 | 0 | 1 | 5 | 18 | 35 | -17  |  | Amatori Lodi          | 2-8 | 1-4 | 5-5  |     |

### Groupe B
Le groupe B est composé des équipes de CE Vendrell, HC Quévert, Benfica et RHC Diessbach. Benfica remporte ce groupe devant le club de Vendrell.
| Rang | Équipe        | Pts | J | G | N | P | Bp | Bc | Diff |  | Résultats (dom.\ext.) |      |     |     |      |
| ---- | ------------- | --- | - | - | - | - | -- | -- | ---- |  | --------------------- | ---- | --- | --- | ---- |
| 1    | SL Benfica    | 15  | 6 | 5 | 0 | 1 | 43 | 20 | +23  |  | SL Benfica            |      | 1-3 | 7-5 | 13-3 |
| 2    | CE Vendrell   | 12  | 6 | 4 | 0 | 2 | 27 | 20 | +7   |  | CE Vendrell           | 3-6  |     | 4-1 | 9-6  |
| 3    | HC Quévert    | 7   | 6 | 2 | 1 | 3 | 26 | 24 | +2   |  | HC Quévert            | 4-5  | 4-3 |     | 9-2  |
| 4    | RHC Diessbach | 1   | 6 | 0 | 1 | 5 | 18 | 50 | -32  |  | RHC Diessbach         | 2-11 | 2-5 | 3-3 |      |

### Groupe C
Le groupe C est composé des équipes de Reus Deportiu, ERG Iserlohn, UD Oliveirense et HM Valdagno. L'équipe de Valdagno remporte ce groupe devant le club de Reus.
| Rang | Équipe         | Pts | J | G | N | P | Bp | Bc | Diff |  | Résultats (dom.\ext.) |     |      |     |      |
| ---- | -------------- | --- | - | - | - | - | -- | -- | ---- |  | --------------------- | --- | ---- | --- | ---- |
| 1    | HM Valdagno    | 15  | 6 | 5 | 0 | 1 | 29 | 19 | +10  |  | HM Valdagno           |     | 4-3  | 5-4 | 6-2  |
| 2    | Reus Deportiu  | 12  | 6 | 4 | 0 | 2 | 42 | 27 | +15  |  | Reus Deportiu         | 4-6 |      | 8-5 | 11-2 |
| 3    | UD Oliveirense | 9   | 6 | 3 | 0 | 3 | 32 | 25 | +7   |  | UD Oliveirense        | 5-2 | 3-5  |     | 8-1  |
| 4    | ERG Iserlohn   | 0   | 6 | 0 | 0 | 6 | 17 | 49 | -32  |  | ERG Iserlohn          | 1-6 | 7-11 | 4-7 |      |

### Groupe D
Le groupe D est composé des équipes de CGC Viareggio, FC Barcelone, FC Porto et SKG Herringen. L'équipe de Barcelone remporte ce groupe devant le club de Porto.
| Rang | Équipe        | Pts | J | G | N | P | Bp | Bc | Diff |  | Résultats (dom.\ext.) |      |     |      |      |
| ---- | ------------- | --- | - | - | - | - | -- | -- | ---- |  | --------------------- | ---- | --- | ---- | ---- |
| 1    | FC Barcelone  | 15  | 6 | 5 | 0 | 1 | 42 | 15 | +27  |  | FC Barcelone          |      | 7-0 | 5-0  | 14-4 |
| 2    | FC Porto      | 15  | 6 | 5 | 0 | 1 | 36 | 10 | +26  |  | FC Porto              | 6-2  |     | 10-2 | 10-3 |
| 3    | CGC Viareggio | 6   | 6 | 2 | 0 | 4 | 18 | 32 | -14  |  | CGC Viareggio         | 1-4  | 3-4 |      | 7-5  |
| 4    | SKG Herringen | 0   | 6 | 0 | 0 | 6 | 22 | 52 | -30  |  | SKG Herringen         | 4-10 | 2-6 | 4-5  |      |

## Phase finale

### Quarts de finale
| Équipe 1      | Score | Équipe 2     | Aller | Retour |
| ------------- | ----- | ------------ | ----- | ------ |
| FC Porto      | 9-8   | HC Liceo     | 1-2   | 8-6    |
| CE Vendrell   | 11-10 | HM Valdagno  | 4-6   | 7-4    |
| Reus Deportiu | 6-7   | SL Benfica   | 5-2   | 1-5    |
| AD Valongo    | 3-10  | FC Barcelone | 2-3   | 1-7    |

### Final four
|  | Demi-finales | Demi-finales |          |   | Finale | Finale |
|  | Demi-finales | Demi-finales |          |   | Finale | Finale |
|  |              |              |          |   |        |        |
|  | 3 mai        | 3 mai        |          |   | 4 mai  | 4 mai  |
|  | 3 mai        | 3 mai        |          |   | 4 mai  | 4 mai  |
|  | FC Porto     | 6            |          |   | 4 mai  | 4 mai  |
|  | FC Porto     | 6            |          |   | 4 mai  | 4 mai  |
|  | CE Vendrell  | 3            |          |   | 4 mai  | 4 mai  |
|  | CE Vendrell  | 3            | FC Porto | 1 |        |        |
|  | 3 mai        |              | FC Porto | 1 |        |        |
|  |              | FC Barcelone | 3        |   |        |        |
|  | SL Benfica   | FC Barcelone | 3        | 2 |        |        |
|  | SL Benfica   |              |          | 2 |        |        |
|  | FC Barcelone | 3            |          |   |        |        |
|  | FC Barcelone | 3            |          |   |        |        |

## Classement des buteurs
|    | Buteur            | Club           | Buts | Ratio |
| -- | ----------------- | -------------- | ---- | ----- |
| 1  | Massimo Tataranni | HM Valdagno    | 17   | 2.1   |
| 2  | Lucas Ordóñez     | HC Liceo       | 16   | 1.8   |
| 3  | Miguel Rocha      | SL Benfica     | 15   | 1.6   |
| -  | Pablo Álvarez     | FC Barcelone   | 15   | 1.6   |
| 5  | Gonçalo Alves     | UD Oliveirense | 14   | 2.3   |
| 6  | Helder Nunes      | FC Porto       | 14   | 1.4   |
| 7  | Xavier Costa      | Reus Deportiu  | 13   | 1.6   |
| 8  | Marc Torra        | FC Barcelone   | 13   | 1.3   |
| 9  | Toni Sero Gine    | HC Quévert     | 12   | 2     |
| 10 | Raül Marín        | FC Barcelone   | 12   | 1.2   |